# Баклан індонезійський
Баклан індонезійський (Phalacrocorax sulcirostris) — вид сулоподібних птахів родини бакланових (Phalacrocoracidae).

## Поширення
Вид поширений в Малайському півострові, Індонезії (за винятком Суматри), Новій Гвінеї (включаючи острови д'Антркасто), по всій Австралії та Новій Зеландії. Це переважно прісноводний вид, його можна зустріти у внутрішніх водоймах, а іноді і в захищених прибережних районах.

## Опис
Це невеликий баклан завдовжки 60–65 см. Оперення повністю чорне. Спина має зеленуватий відблиск. У період розмноження на голові та шиї з'являються білі пір'їни. У птаха довгий і тонкий сірий дзьоб та чорні ноги.

## Спосіб життя
Трапляється у великих зграях. Живиться рибою, рідше ракоподібними. Розмноження відбувається раз на рік навесні або восени на півдні Австралії, а також до або після мусону в тропічних регіонах. Гніздо — це невелика платформа, побудована з висушених гілок та палиць на деревах, що стоять на березі водойм. Відкладає від трьох до п'яти (рідше шість-сім) блідо-блакитних овальних яєць розміром 48×32 мм. Яйця покриваються тонким шаром вапна, надаючи їм матового білого покриття.